# Третьяков, Николай Александрович (генерал-майор)
Никола́й Алекса́ндрович Третьяко́в (12 февраля 1877 — 14 октября 1920) — полковник лейб-гвардии 3-й артиллерийской бригады, герой Первой мировой войны. Участник Белого движения на Юге России, начальник Марковской дивизии, генерал-майор.

## Биография
Окончил Тифлисский кадетский корпус (1894) и Михайловское артиллерийское училище (1897), откуда выпущен был подпоручиком с зачислением по полевой пешей артиллерии и с прикомандированием к лейб-гвардии 3-й артиллерийской бригаде, куда и был переведен в 1898 году.
В 1901 году окончил Михайловскую артиллерийскую академию. Произведен в поручики 6 декабря 1901 года. С началом русско-японской войны, 20 июня 1904 года переведен в 7-ю Восточно-Сибирскую горную батарею штабс-капитаном. 24 мая 1906 года переведен в лейб-гвардии 3-ю артиллерийскую бригаду штабс-капитаном со старшинством с 13 августа 1905 года. Произведен в капитаны 14 августа 1909 года.
С началом Первой мировой войны, 5 марта 1915 года назначен командующим 3-й батареей лейб-гвардии 3-й артиллерийской бригады, а 22 марта того же года произведен в полковники на вакансию с утверждением в должности. Удостоен ордена Святого Георгия 4-й степени
За то, что 1-го июня 1915 года в бою у д. Рагузно, заставил искусными действиями своей батареи на два дня замолчать две батареи противника, несмотря на губительный огонь третьей батареи, обстреливавшей как батарею полковника Третьякова, так и его наблюдательный пункт. Это дало возможность нашим войскам беспрепятственно продолжать наступление и выполнить свою задачу.
На 1 августа 1916 года — в том же чине и должности, в 1917 году — командир лейб-гвардии Стрелковой артиллерийской бригады.

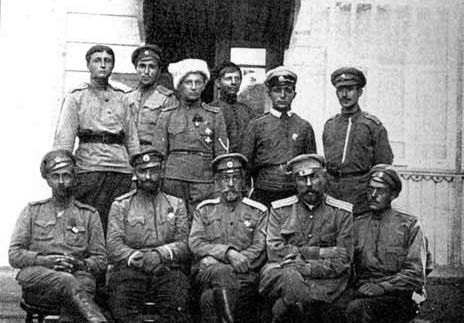
Штаб 1-й дивизии Добровольческой армии во время Второго Кубанского похода летом (июль-август) 1918 года.
Сидят слева направо: командир артиллерийского дивизиона полковник Н. А. Третьяков, командир 1-й бригады полковник А. С. Кутепов, начальник дивизии генерал-майор Б. И. Казанович, начштаба дивизии полковник К. И. Гейдеман.

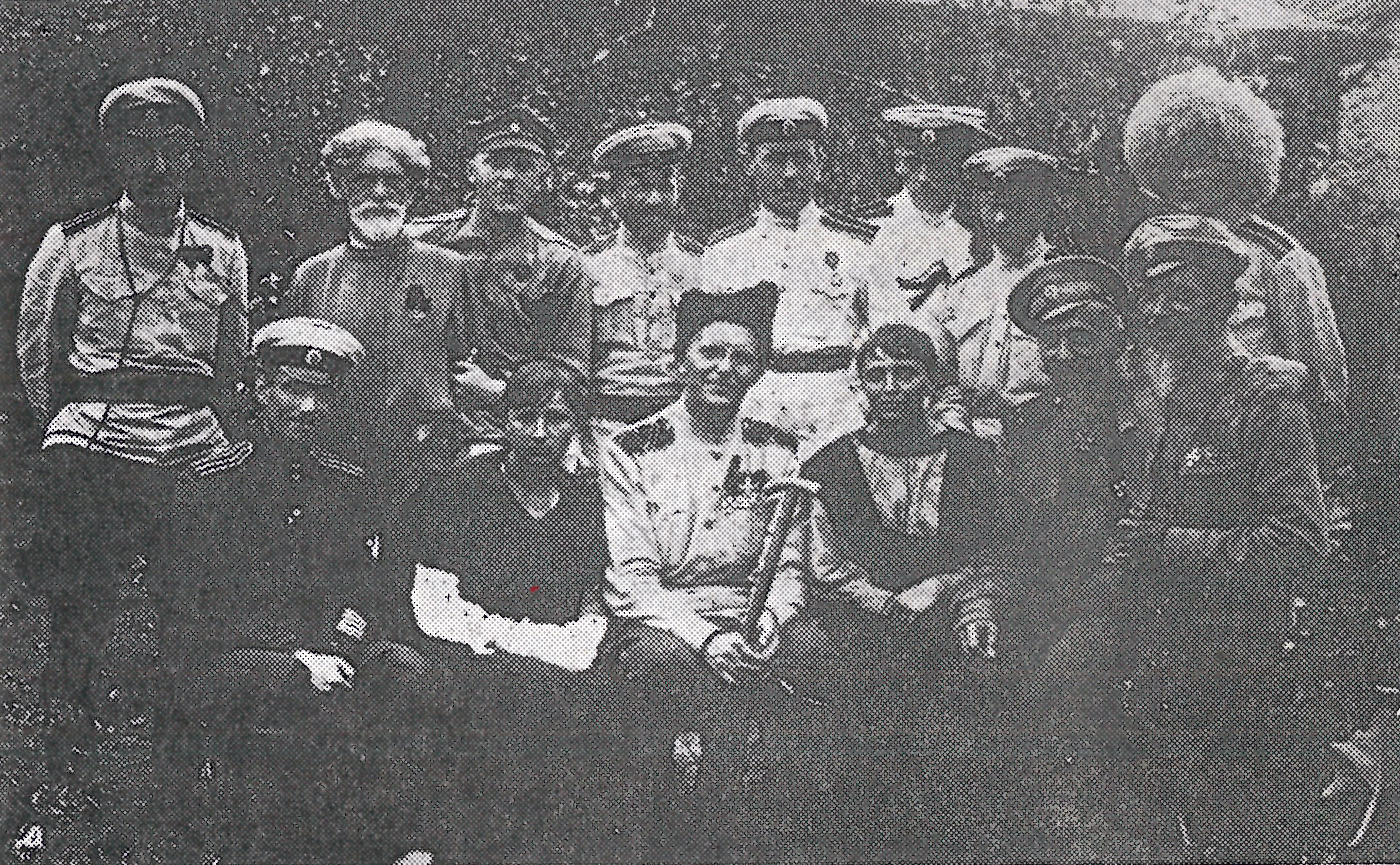
Стоят слева-направо: капитан Образцов, священник 1-го полка, доктор Ревякин, полковник Докукин и офицеры штаба 1-го полка. Сидят: полковник Блейш, с. м. Ольга Елисеева, генерал Тимановский, с. м. Наталия Бакитько, генерал Третьяков и полковник Слоновский

В Гражданскую войну участвовал в Белом движении на Юге России. В январе 1918 года прибыл на Дон в Добровольческую армию, был назначен командиром 3-й батареи. Участвовал в 1-м Кубанском походе: сперва в должности командира 4-й батареи, с марта 1918 — при штабе генерала Маркова, а затем в должности командира 1-го легкого артиллерийского дивизиона. 4 апреля 1919 года был назначен командиром 1-й артиллерийской бригады, а в июне того же года — командиром 1-й бригады 1-й пехотной дивизии. Был произведен в генерал-майоры. Командуя ударным отрядом во время Московского похода ВСЮР, отличился при взятии Курска 7 сентября 1919 года, а 8 сентября занял со своим отрядом Щигры. С 16 октября 1919 года был назначен командиром Алексеевской бригады, позже развернутой в Алексеевскую дивизию. После Новороссийской эвакуации прибыл в Крым, где 26 марта 1920 года был назначен начальником Марковской дивизии, во главе которой участвовал во всех боях в Северной Таврии. После ряда неудач был отрешен от командования. Получив телеграмму генерала Врангеля об отчислении от должности и назначении комендантом крепости Керчь, застрелился в штабе своей дивизии 14 октября 1920 года. Был похоронен на военном кладбище Севастополя.

## Награды
- Орден Святого Станислава 3-й ст. с мечами и бантом (ВП 14.11.1906)
- Орден Святой Анны 2-й ст. (ВП 15.02.1914)
- Орден Святого Владимира 4-й ст. с мечами и бантом (ВП 18.01.1915)
- Орден Святого Владимира 3-й ст. с мечами (ВП 28.02.1916)
- Орден Святого Георгия 4-й ст. (ВП 18.07.1916)
- мечи к ордену Св. Анны 2-й степени (ВП 2.09.1916)